# Pensionärshemmet Eken

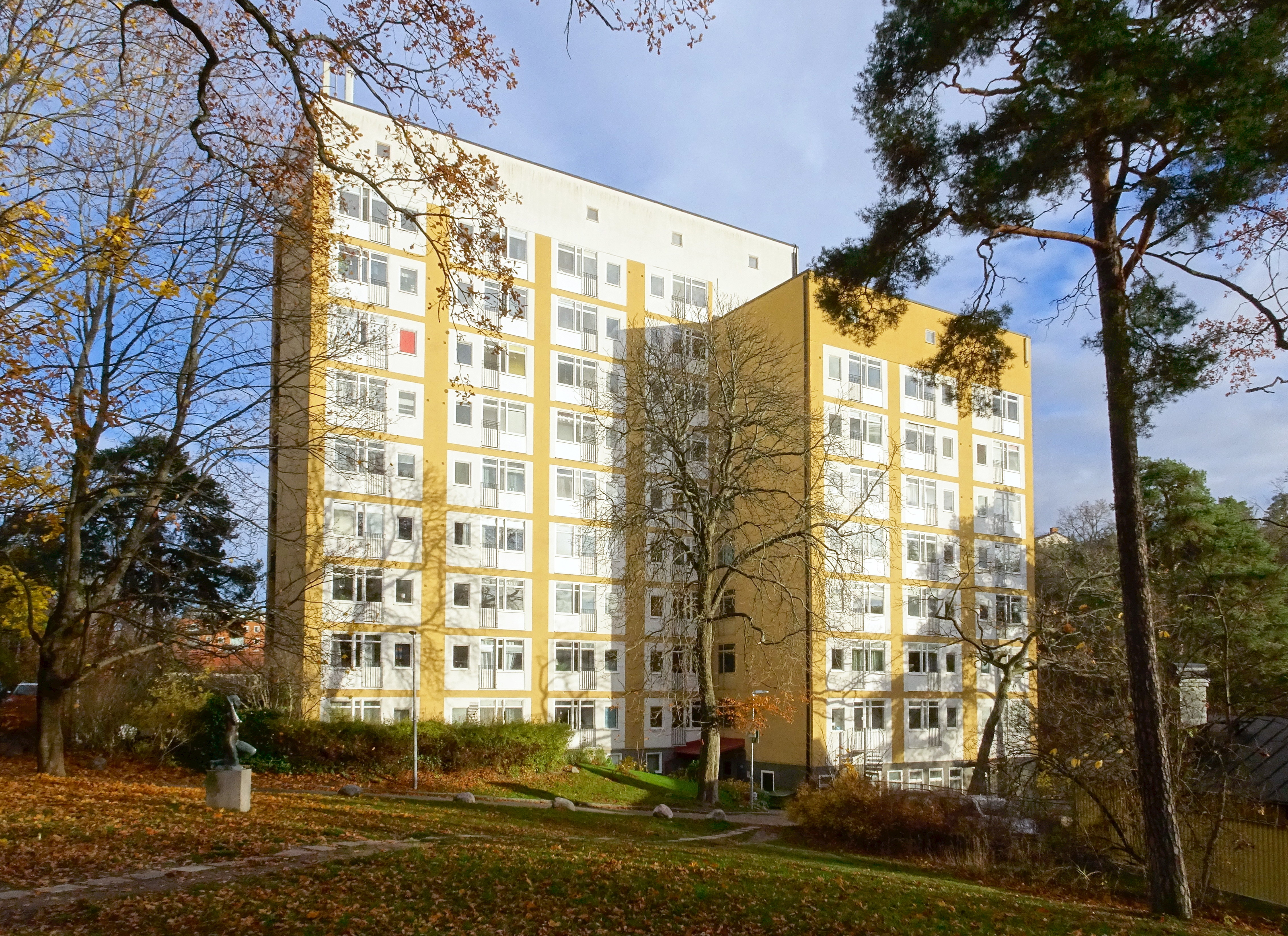
Pensionärshemmet Eken, höghuset november 2020.

Pensionärshemmet Eken var ett äldreboende i stadsdelen Gröndal i södra Stockholm. Bebyggelsen består av ett höghus vid Gröndalsvägen 148 och en radhuslänga vid Ekensbergsvägen 6-80. Anläggningen i kvarteret Bottenstocken ritades i slutet av 1950-talet av arkitekt Nils Sterner och är en god representant för tidens folkhemsarkitektur. Fastigheten är grönmärkt av Stadsmuseet i Stockholm vilket innebär ”att den representerar ett högt kulturhistoriskt värde och är särskilt värdefull från historisk, kulturhistorisk, miljömässig eller konstnärlig synpunkt”.

## Historik

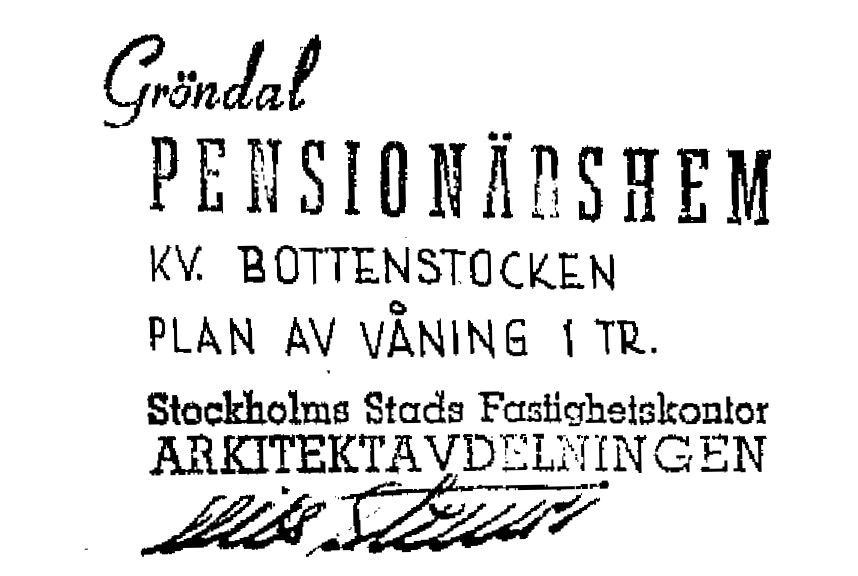
Pensionärshemmet Gröndal 1956, ritningsstämpel signerad av Nils Sterner.

På västra Gröndal, intill Ekensbergs varv och med Gula Villan som granne beslöt AB Stockholmshem på 1950-talet att låta bygga ett pensionärshem. Det kommunägda företaget Stockholmshem har sedan 1930-talet spelat en viktig roll i utbyggnaden av det moderna Gröndal. Pensionärshemmet "Eken" stod inflyttningsklart 1957 och består av ett höghus i tio våningar och fem radhus som anordnades i en svag båge väster om höghuset.
Anläggningen ritades av Nils Sterner, chefsarkitekt vid Stockholms stads fastighetskontor som även stod som beställare och utförde konstruktionerna. Grönområdena kring bebyggelsen gestaltades av landskapsarkitekten Eric Anjou. Den parkliknande trädgården smyckades med Annie Wibergs bronsskulptur ”Eva”.

### Höghusdelen
I höghusdelen inrättades 146 enrumslägenheter bestående av vardagsrum, kokvrå och bad. Några varianter var lite större och hade sovalkov för två personer. På bottenvåningen lades flera klubb- och hobbyrum, en större samlingssal med podium, en tvättstuga och annan service för de boende. Fasaden är uppbyggd av vitmålade rumsstora putsfält i lejongult målat ramverk. I varje ruta sitter ett enluftsfönster och ett tredelat dörr- och fönsterparti med spröjs i övre delen. I början av 1980-talet byggdes punkthuset om till servicehus med 52 tvårumslägenheter. Lägenheterna i Gröndals seniorboende hyrs bl.a. av både Estniska och Ungerska föreningen. Det ägs och förvaltas av Stockholmshem AB.

### Radhuslängan
Radhuslängan ligger i sluttningen ner mot Mörtviken och byggdes i 1½ plan. De fem radhusen har ingångar från båda sidor och plats för 39 enrumslägenheter bestående av vardagsrum, kokvrå och bad. De är enkelsidiga i de undre planen och genomgående i de övre planen och alla nås direkt utifrån via egen entrédörr. Fasaderna ytbehandlades med grov spritputs som avfärgades i lejongul kulör och indelades av slätputsade och vitmålade inramning. Radhusens lägenheter kom successivt att hyras ut som "vanliga" bostäder och efter en ombyggnad 1983 blev de helt frikopplade från servicehuset. Sedan 2001 är radhuslängan en bostadsrättsförening, BRF Bottenstocken 10.

## Bilder

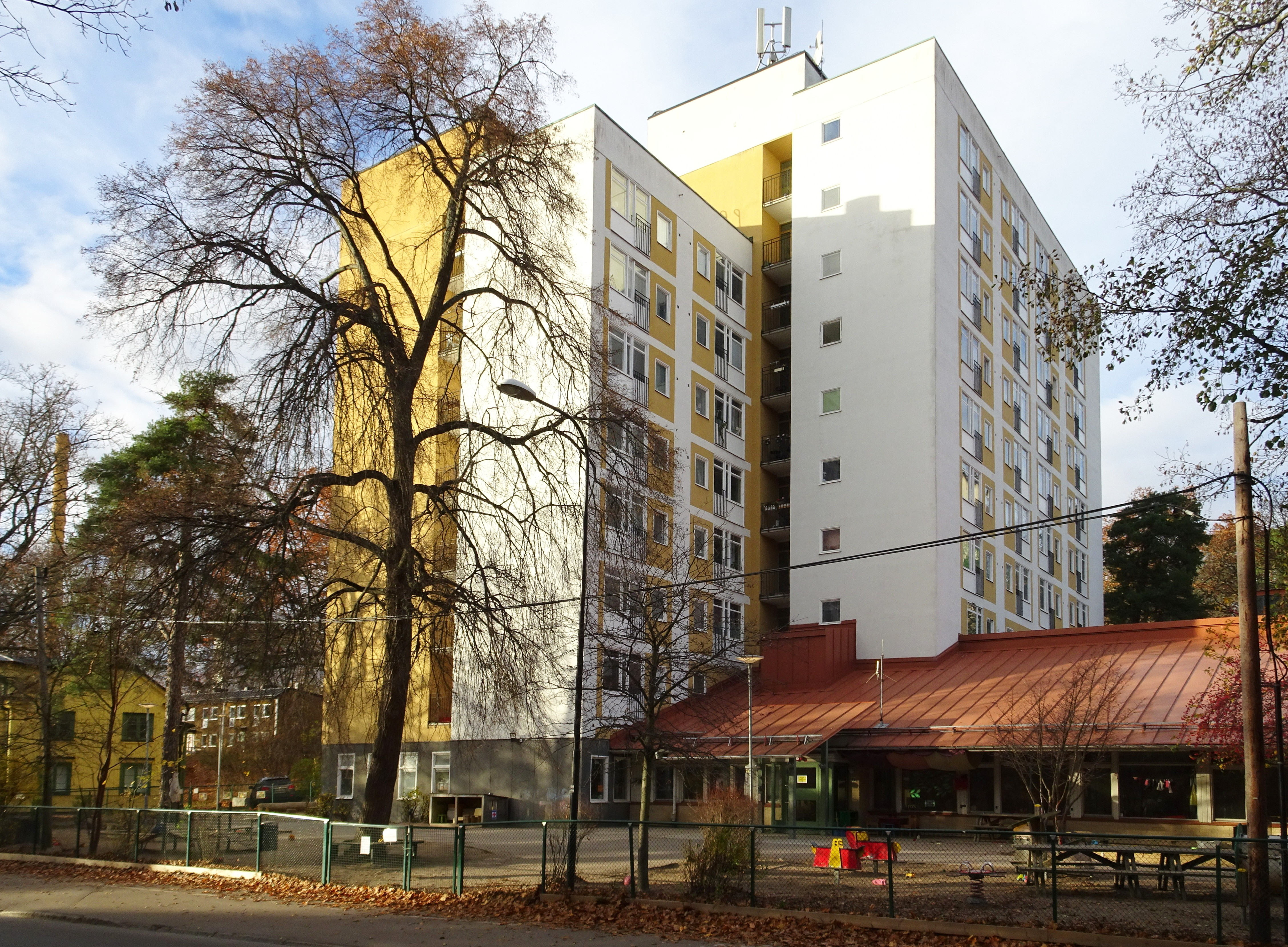
Höghusdelen sedd från Gröndalsvägen.
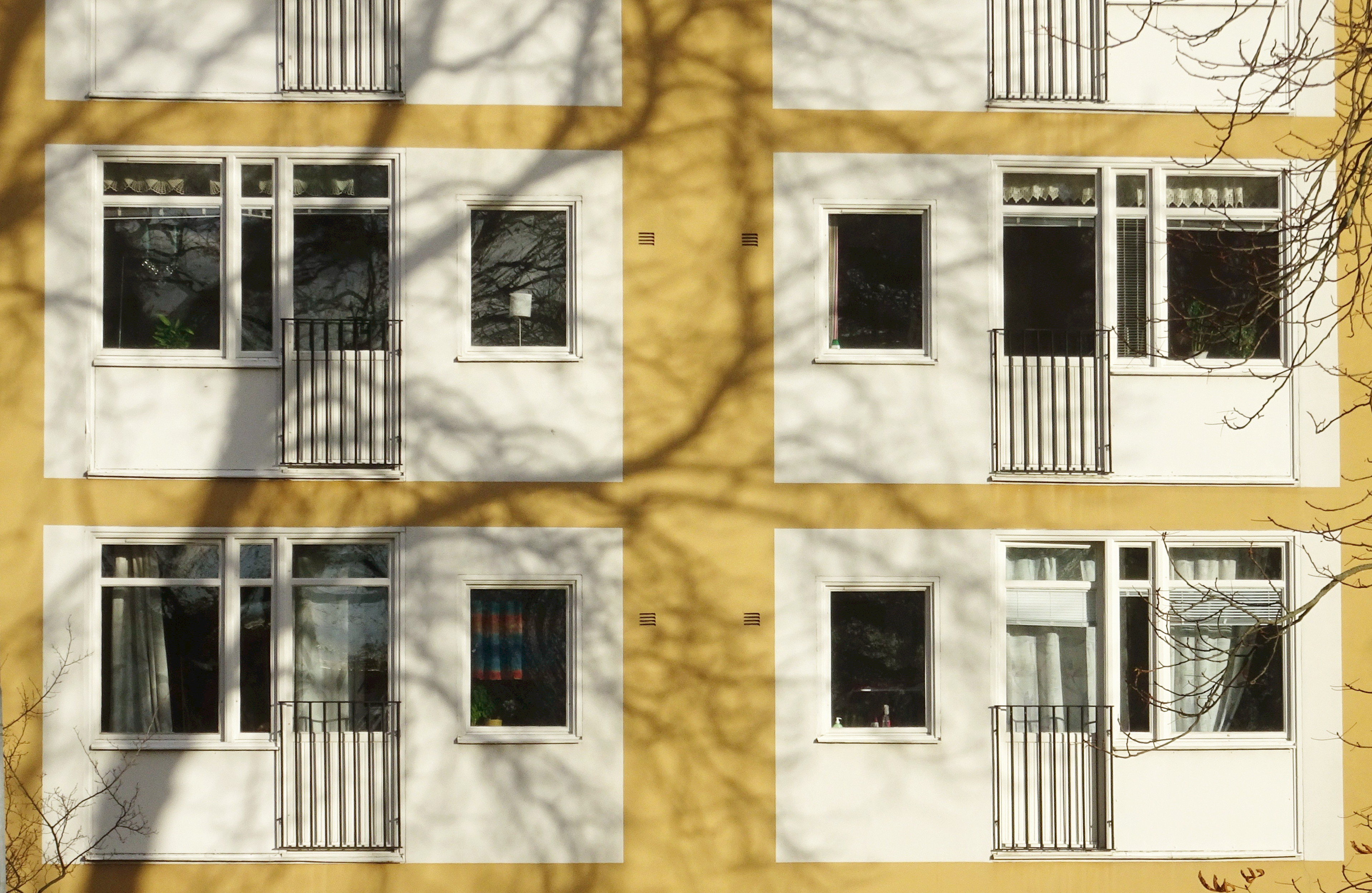
Höghusdelen, fasaddetalj.
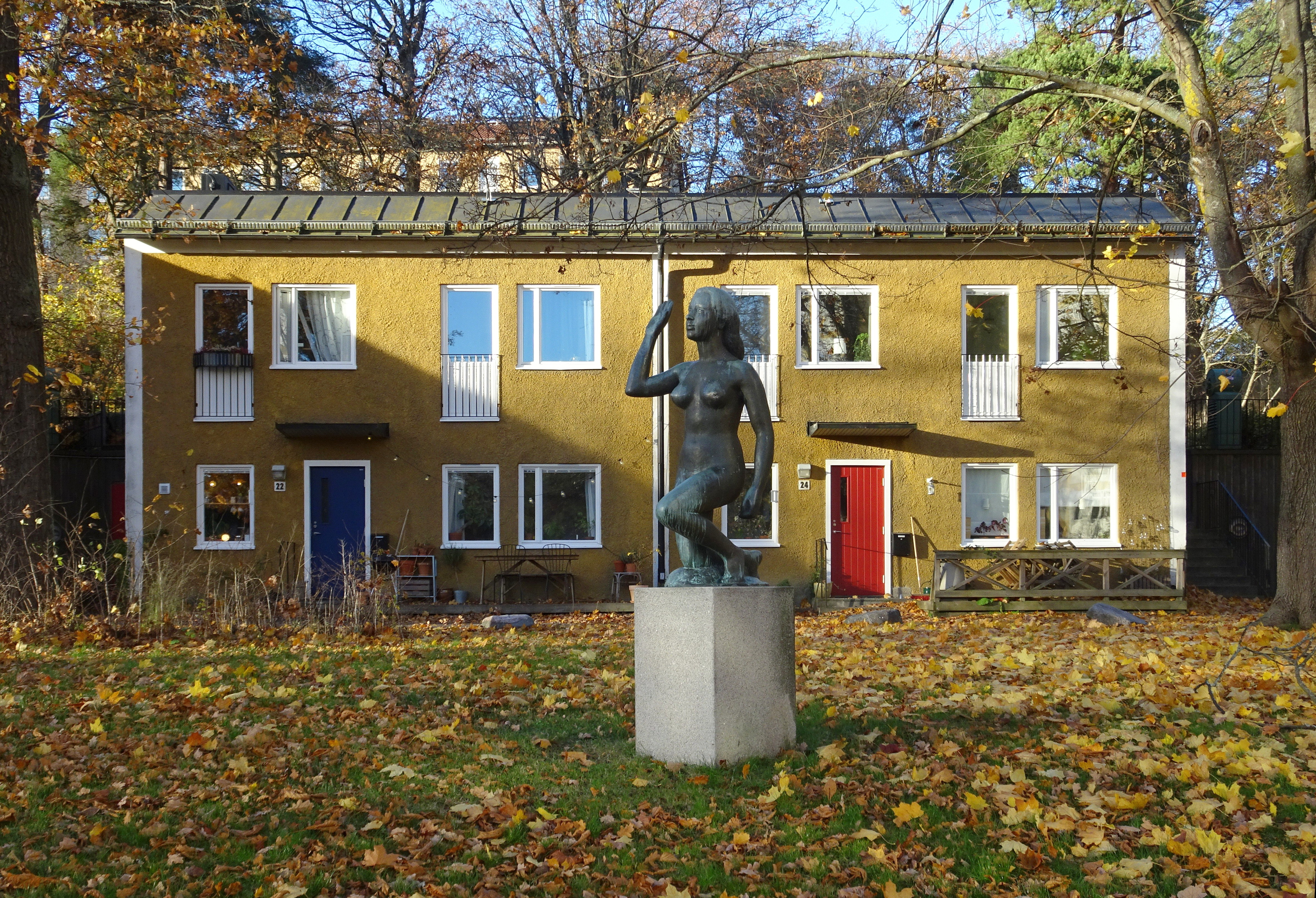
Radhuslängan med bronsskulpturen ”Eva”.
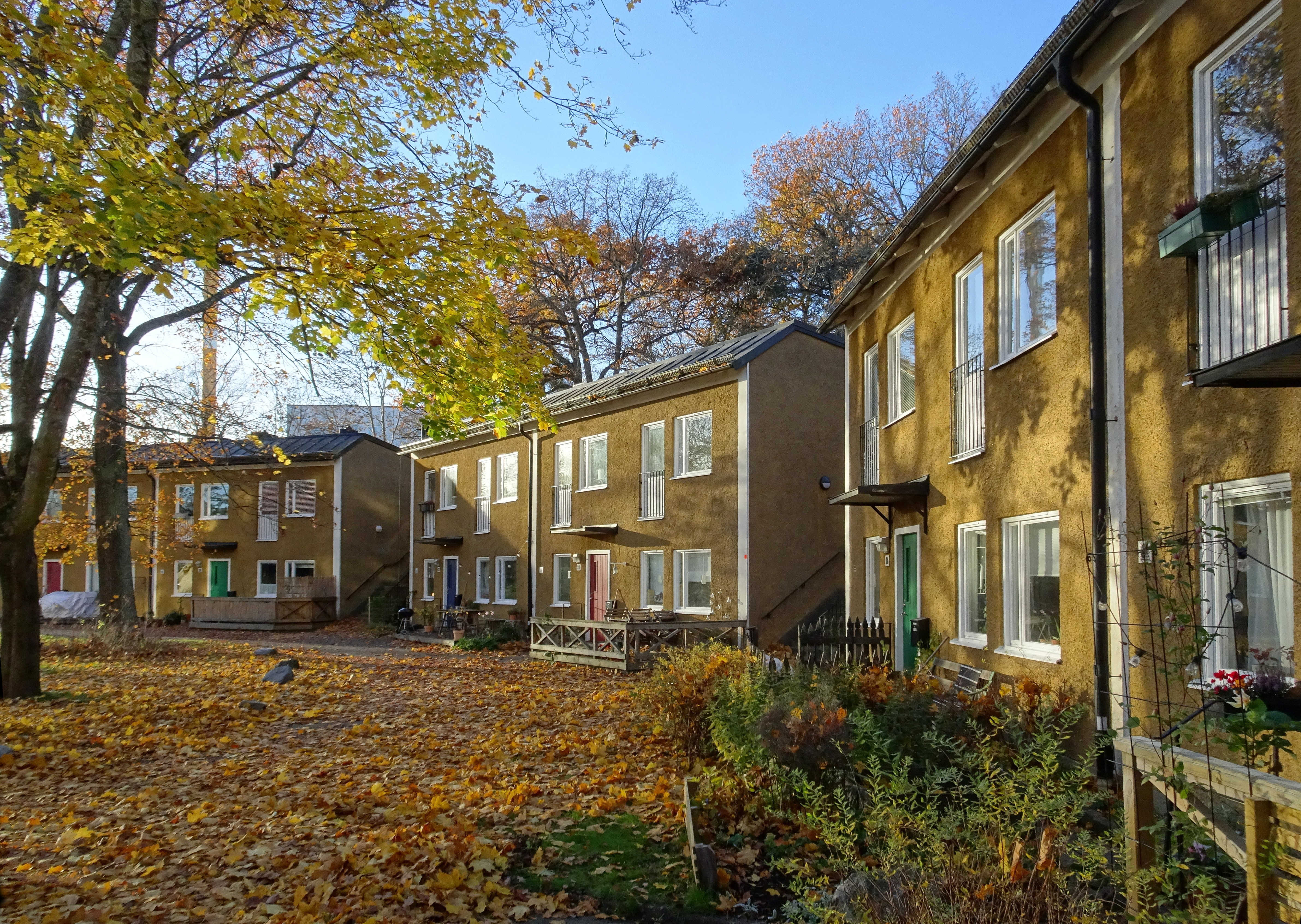
Radhuslängan ligger i en svag båge på sluttningen mot Mörtviken.